# 小坂正氏
小坂 正氏（おさか まさうじ、生年不明 - 弘治2年（1556年））は、室町時代の武将。織田信長の家臣。通称、小坂久蔵正氏、小坂義正。柏井荘吉田城主（4代目）。父に小坂吉俊、弟に小坂正吉がおり、子はいない。

## 概要
弘治2年（1556年）に清洲城主の織田信光が家臣の坂井大膳により殺された際、織田信長は家臣を集めて坂井を攻め、正氏もこれに参加した。対する坂井の軍勢は清洲城の南西（現在の愛知県あま市七宝町桂深田）で織田軍を待ち伏せし、これを不意に襲撃した。正氏は、周囲が田畑だったためにぬかるみに足を取られ、討死した。